# 中国女子サッカーリーグ
中国女子サッカーリーグ（ちゅうごくじょしサッカーリーグ）は、日本の中国地方の5県（鳥取県・島根県・岡山県・広島県・山口県）に所在する女子（第5種）登録チームが参加する女子サッカーリーグである。日本全国に9つある地域リーグのひとつである。日本の女子サッカーリーグ編成において4部リーグに相当する。

## 概要
以前から中国地方では数チームによる女子サッカーリーグ戦が行われていたが、現在の正式なリーグ戦となったのは2002年からである。
2006年までは8チーム、2007年から10チーム、2015年から12チームで構成された。2018年からは各6チームによる2部制となったが、高校生年代のチームが相次いで脱退したことにより参加チーム数が減少したため、2022年より再び1部制に移行している。

### レギュレーション
- 10チームによる1回戦総当たり制（9試合）
- 試合時間は90分
- ベンチ入り人数は7人、交代は最大5人

### 昇格・降格

#### なでしこリーグへの昇格
日本女子サッカーリーグ事務局による書類審査、理事会による承認を経て加盟相当とされた上で、なでしこリーグ2部入替戦予選大会で上位に入り、さらになでしこリーグ2部下位チームとの入替戦に勝利することで昇格となる。
これまでに中国女子サッカーリーグからなでしこリーグに昇格したチームは、岡山湯郷Belle（2002年）、吉備国際大学（2010年）、アンジュヴィオレ広島（2013年）、ディアヴォロッソ広島（2021年）、ディオッサ出雲F.C.（2023年）の5チームである。

#### 各県リーグとの入替
各県リーグ上位チームによる中国女子サッカーリーグチャレンジ戦（トーナメント方式、ただし3チームの場合はリーグ戦）を行う。優勝チームは自動昇格。2位チームは入替戦を行う。

## 参加チーム（2024年度）
- SRC広島(広島)
- 吉備国際大学Charme岡山高梁Defi（岡山）
- レノファ山口FCレディース（山口）
- 周南公立大学Vinculum（山口）
- Solfiore FC作陽（岡山）
- 広島経済大学（広島）
- 広島文教大学（広島）
- スフィーダ備後府中FC（広島）
- 岩国エンジェルス（山口）

- 広島大学（広島）

## 過去の参加チーム
鳥取県
- なし

島根県
- ガディシーズ益田SC
- 松江シティFC Ragazza
- 松江商業高校

岡山県
- 岡山湯郷Belle（トップチーム）
- 倉敷トラウムシューレ
- 就実FCキートス
- 吉備国際大学（トップチーム）
- FCブランカス倉敷
- フライアFC
- 作陽高校
- 岡山湯郷Bell Espoir U-18

広島県
- 広島フジタSCレディース
- アンジュヴィオレ広島
- 広島大河FCレディース
- 備後府中TAM-S
- 青崎FC HANAKO Clover's
- 広島文教大学附属高校
- ディアヴォロッソ広島

山口県
- レオーネ山口レディース
- 山口ウイングス
- 大和撫子
- FC.RE'VE

## 歴代成績
| 昇格 | 降格・退会 |

### 1部
| 回 | 年度 | 1位                  | 2位                            | 3位                    | 4位                            | 5位                            | 6位                      | 7位                            | 8位                  | 9位               | 10位             | 11位           | 12位             |
| -- | ---- | -------------------- | ------------------------------ | ---------------------- | ------------------------------ | ------------------------------ | ------------------------ | ------------------------------ | -------------------- | ----------------- | ---------------- | -------------- | ---------------- |
| 1  | 2002 | 岡山湯郷Belle        |                                | 吉備国際大学           |                                |                                |                          |                                |                      |                   |                  |                |                  |
| 2  | 2003 | 吉備国際大学         | 青崎SC HANAKO                  | 広島フジタSC           | 就実FCキートス                 | 広島大河FC                     | FCブランカス倉敷         | 倉敷トラウムシューレ           | ガディシーズ益田SC   |                   |                  |                |                  |
| 3  | 2004 | 広島フジタSC         | 吉備国際大学                   | 広島大河FC             | FC RE'VE                       | 青崎SC HANAKO                  | FCブランカス倉敷         | 倉敷トラウムシューレ           | 就実FCキートス       |                   |                  |                |                  |
| 4  | 2005 | 吉備国際大学         | 広島フジタSC                   | 広島大河FC             | FC RE'VE                       | 大和撫子                       | 就実FCキートス           | 青崎SC HANAKO                  | FCブランカス倉敷     |                   |                  |                |                  |
| 5  | 2006 | 吉備国際大学         | 青崎SC HANAKO                  | 広島フジタSC           | 広島大河FC                     | 就実FCキートス                 | 大和撫子                 | FC RE'VE                       | FCブランカス倉敷     |                   |                  |                |                  |
| 6  | 2007 | 吉備国際大学         | 青崎SC HANAKO                  | フライアFC             | 広島大河FC                     | FC RE'VE                       | 大和撫子                 | 就実FCキートス                 | 広島フジタSC         | 山口ウイングス    | FCブランカス倉敷 |                |                  |
| 7  | 2008 | 吉備国際大学         | 青崎SC HANAKO Clover's         | 広島フジタSC           | FC RE'VE                       | 広島大河FC                     | 山口ウイングス           | フライアFC                     | 就実FCキートス       | 大和撫子          | FCブランカス倉敷 |                |                  |
| 8  | 2009 | 吉備国際大学         | 広島大河FC                     | 青崎SC HANAKO Clover's | FC RE'VE                       | 山口ウイングス                 | 大和撫子                 | フライアFC                     | FCブランカス倉敷     | 就実FCキートス    | 広島フジタSC     |                |                  |
| 9  | 2010 | 吉備国際大学         | 徳山大学                       | 青崎SC HANAKO Clover's | 山口ウイングス                 | フライアFC                     | 広島大河FC               | FC RE'VE                       | FCブランカス倉敷     | 広島フジタSC      | 大和撫子         |                |                  |
| 10 | 2011 | 徳山大学             | 青崎SC HANAKO Clover's         | 備後府中TAM-S          | フライアFC                     | 大和撫子                       | 山口ウイングス           | FC RE'VE                       | 広島大河FC           | 広島フジタSC      | FCブランカス倉敷 |                |                  |
| 11 | 2012 | 徳山大学             | 備後府中TAM-S                  | 広島大河FC             | 青崎SC HANAKO Clover's         | FC RE'VE                       | フライアFC               | 大和撫子                       | 山口ウイングス       | レオーネ山口      | FCブランカス倉敷 |                |                  |
| 12 | 2013 | アンジュヴィオレ広島 | 徳山大学                       | 青崎SC HANAKO Clover's | 備後府中TAM-S                  | 広島大河FC                     | フライアFC               | 大和撫子                       | 山口ウイングス       | FC RE'VE          | FCブランカス倉敷 |                |                  |
| 13 | 2014 | 徳山大学             | 広島大河FC                     | フライアFC             | 青崎SC HANAKO Clover's         | FC RE'VE                       | 山口ウイングス           | 備後府中TAM-S                  | 広島大学             | 大和撫子          | FCブランカス倉敷 |                |                  |
| 14 | 2015 | 徳山大学             | 作陽高校                       | ディオッサ出雲FC       | 岡山湯郷Belle Espoir           | 青崎FC HANAKO Clover's         | 広島大河FC               | 備後府中TAM-S                  | FC RE'VE             | フライアFC        | 大和撫子         | 山口ウイングス | FCブランカス倉敷 |
| 15 | 2016 | ディオッサ出雲FC     | 作陽高校                       | 徳山大学               | 広島文教女子大学附属高校       | 青崎FC HANAKO Clover's         | 岡山湯郷Belle Espoir     | 広島大河FC                     | 備後府中TAM-S        | フライアFC        | 岩国エンジェルス | 大和撫子       | FC RE'VE         |
| 16 | 2017 | ディオッサ出雲FC     | 徳山大学                       | レノファ山口FC         | 作陽高校                       | 青崎FC HANAKO Clover's         | 広島文教女子大学附属高校 | 岡山湯郷Belle Espoir           | 備後府中TAM-S        | 松江シティRagazza | フライアFC       | 広島大河FC     | 岩国エンジェルス |
| 17 | 2018 | 作陽高校             | 徳山大学                       | ディオッサ出雲FC       | レノファ山口FC                 | 広島文教女子大学附属高校       | 青崎FC HANAKO Clover's   |                                |                      |                   |                  |                |                  |
| 18 | 2019 | ディオッサ出雲FC     | 徳山大学                       | 作陽高校               | 吉備国際大学Charme岡山高梁Defi | 広島大学                       | レノファ山口FC           |                                |                      |                   |                  |                |                  |
| 19 | 2020 | ディオッサ出雲FC     | 作陽高校                       | 徳山大学               | 広島文教大学                   | 吉備国際大学Charme岡山高梁Defi | 広島文教大学附属高校     |                                |                      |                   |                  |                |                  |
| 20 | 2021 | ディオッサ出雲FC     | 徳山大学                       | 作陽高校               | 広島文教大学附属高校           | 吉備国際大学Charme岡山高梁Defi | 広島文教大学             |                                |                      |                   |                  |                |                  |
| 21 | 2022 | ディオッサ出雲FC     | Solfiore FC作陽                | 周南公立大学Vinculum   | レノファ山口FC                 | 広島文教大学                   | 広島大学                 | 吉備国際大学Charme岡山高梁Defi | 広島経済大学         | 岩国エンジェルス  |                  |                |                  |
| 22 | 2023 | ディオッサ出雲FC     | 吉備国際大学Charme岡山高梁Defi | レノファ山口FC         | 周南公立大学Vinculum           | Solfiore FC作陽                | 広島経済大学             | 広島文教大学                   | スフィーダ備後府中FC | 岩国エンジェルス  | 広島大学         |                |                  |

### 2部（2018年 - 2021年）
| 回 | 年度 | 1位                            | 2位                  | 3位                  | 4位               | 5位                  | 6位                               |
| -- | ---- | ------------------------------ | -------------------- | -------------------- | ----------------- | -------------------- | --------------------------------- |
| 17 | 2018 | 吉備国際大学Charme岡山高梁Defi | 広島大学             | 松江シティRagazza    | 備後府中TAM-S     | 岡山湯郷Belle Espoir | フライアFC                        |
| 18 | 2019 | 広島文教大学                   | 広島文教大学附属高校 | 岡山湯郷Belle Espoir | 松江シティRagazza | 備後府中TAM-S        | 青崎FC HANAKO Clover's            |
| 19 | 2020 | ディアヴォロッソ広島           | 広島大学             | 松江商業高校         | 松江シティRagazza | レノファ山口FC       | 岡山湯郷Belle Espoir （参加辞退） |
| 20 | 2021 | ディアヴォロッソ広島           | レノファ山口FC       | 広島大学             | 松江商業高校      | 岡山湯郷Belle Espoir |                                   |